# Kiistat Lund
Kiistat Lund (nach alter Rechtschreibung Kîstat Lund; * 11. Oktober 1944 in Ammassivik; † 8. Januar 2017 in Qaqortoq) war eine grönländische Künstlerin.

## Leben
Kiistat Lund war die uneheliche Tochter der Kauffrau Birtha Johanne Lund verh. Poulsen (1919–?). Ihr Großvater Louis Lund (1889–?) war der jüngste Bruder des Dichters und Malers Henrik Lund (1875–1948). Ihre Großmutter war Marie Kathrine Elisabeth Julia Johannesen (1893–?). Am 18. Januar 1978 heiratete sie in Narsaq den dänischen Lehrer Frank Vraa (* 1952), Sohn des Tischlers Christian Laursen Nyskov Vraa und seiner Frau Eleonora Kirstine Christensen. Ihre Kinder sind die Tochter Aka Lund (* 1968) und der Sohn Milan Vraa (* 1979).
Ihre Mutter arbeitete in Qaqortoq und so verbrachte Kiistat viele Jahre ihrer Kindheit bei ihren Großeltern in Ammassivik. Von ihrer Großmutter und anderen Alten bekam sie viele südgrönländische Mythen erzählt, die sie später inspirieren sollten. Sie zeichnete viel in ihrer Kindheit und wollte später gerne Architektin werden. Als sie zwölf war, zog sie zu ihrer Mutter nach Qaqortoq. 1963 schloss sie die Realschule in Nuuk ab und zog danach nach Dänemark, wo sie die Schule in Viborg besuchte, bevor sie ab 1966 aufs Gymnasium ging. 1970 schloss sie eine Lehrerausbildung am Seminarium in Hjørring ab. Sie begann als Lehrerin in Grönland zu arbeiten und war ab 1975 in Narsaq tätig. Von 1986 bis 1987 ließ sie sich an der Dänischen Lehrerhochschule weiterausbilden und wurde nebenher von Karin Nathorst Westfeldt gelehrt.
Kiistat Lund stellte ihre Kunst erstmals 1974 aus. Seither hatte sie Einzel- und Gruppenausstellungen in ganz Skandinavien, Nordamerika, Deutschland und Japan. Sie arbeitete mit Grafiken, Ölmalereien, Aquarellen, Pastellen, Scherenschnitten, Reliefs und Tapisserien. Als Vorbild gab sie die US-Amerikanerin Georgia O’Keeffe an. Meist malte sie vereinfachte, aber ausdrucksstarke Landschaftsbilder. Später schuf sie auch abstrakte Bilder. Ihre Werke hängen in zahlreichen öffentlichen Gebäuden in Grönland. Darüber hinaus schuf die Dekorationswerke für beispielsweise die Thule Air Base oder das Regierungsgebäude, entwarf Briefmarken und illustrierte Bücher.
Sie wurde unter anderem 1989 mit dem Grönländischen Kulturpreis ausgezeichnet. 1997 wurde sie zur Ritterin des Dannebrogordens ernannt. Sie war zudem Mitglied mehrerer grönländischer kultureller Vereinigungen und Ausschüsse. Kiistat Lund starb Anfang 2017 im Alter von 72 Jahren im Krankenhaus in Qaqortoq.

## Werke (Auswahl)
- 1977: Bjergmassiv (Ölkreide)
- 1982: Grønlandsk fodbold (Metalrelief)
- 1984: Elv mellem klipper (Webvorlage)
- 1985: Zwei Triptychons (Ölgemälde)
- 1986: Den giftsyge ravn, Den første flyver, Ørnen og hvalen, Om manden, der skaffede et forspand af ræve (Scherenschnitte)
- 1986: Bjerge (Triptychon)
- 1986: Hvordan tågen bliver til
- 1987: Bjergkæde med sne
- 1988: Edderfugl og Måger (Collagen)
- 1988/89: Sagnet om nordlyset (Holzrelief)
- 1988/89: Havets Rigdom (Holzskulptur)
- 1989: Forår (Gobelin)
- 1989: Illerfissalik, Fåreholderstedet (Triptychon)
- 1992: Fjeldvægge